# Craig Lewis
Craig Lewis (Moore, 10 gennaio 1985) è un ex ciclista su strada statunitense.
Professionista dal 2005 al 2013, conta una vittoria in carriera.

## Carriera
Lewis passò professionista nel 2005 con la TIAA-CREF, squadra Continental diretta da Jonathan Vaughters, e nel 2008 si trasferì al Team High Road. Nel 2012, dopo lo scioglimento del team di Bob Stapleton, passò alla Champion System, prima formazione Professional Continental cinese.
Nel 2012 colse il primo successo individuale da pro in carriera, vincendo la seconda tappa del Tour de Beauce in Canada. Nelle stagioni precedenti aveva ottenuto il sesto posto al Tour of Ireland 2007, i settimi posti al Tour de l'Avenir 2007 ed al Tour of Ireland 2009, e l'undicesimo posto al Giro di Lombardia 2008. In carriera ha partecipato a due edizioni del Giro d'Italia e a due campionati del mondo Elite.
Nel febbraio 2014 annuncia il ritiro dall'attività agonistica, a soli 29 anni, dopo il mancato accordo con la Lampre-Merida.

## Palmarès
- 2005 (Team TIAA - CREF, una vittoria)

Donaldson Center Circuit Race
- 2012 (Champion System, una vittoria)

2ª tappa Tour de Beauce (Thetford > Thetford)

### Altri successi
- 2009 (Team Columbia-HTC)

3ª tappa Tour de Romandie (Yverdon-les-Bains, cronosquadre)
- 2011 (HTC-Highroad)

1ª tappa Giro d'Italia (Venaria Reale > Torino, cronosquadre)

## Piazzamenti

### Grandi Giri
- Giro d'Italia

2010: 78º
2011: ritirato (19ª tappa)

### Classiche monumento
- Liegi-Bastogne-Liegi

2009: 83º
2010: 117º
2011: 58º
- Giro di Lombardia

2008: 11º
2009: 45º

### Competizioni mondiali
- Campionati del mondo

Hamilton 2003 - In linea Juniors: 33º
Salisburgo 2006 - In linea Under-23: 86º
Stoccarda 2007 - In linea Under-23: 30º
Mendrisio 2009 - In linea Elite: 59º
Melbourne 2010 - In linea Elite: ritirato